# Ифигения (скала)
Ифиге́ния — скала в Кастрополе. Со стороны моря древний вулканический массив поднимается над Чёрным морем на 120 метров. Очертаниями напоминает крепость. Постановлением Верховного Совета Автономной Республики Крым от 21 мая 1997 года № 1170-1 «Скала Ифигения» признана памятником природы регионального значения (площадь 9,0 гектаров), как древневулканический массив, сложенный редкими в Крыму изверженными породами, включающий растительные сообщества с 15 редкими видами растений, включенными в Красную книгу и 8 эндемиков.
Образована скала Ифигения мощной толщей спилитовых туфов и кератофировых порфиритов, такое сочетание пород уникально для Крыма. Названа местным землевладельцем Николаем Демидовым в честь Ифигении — дочери царя Агамемнона, которая была назначена в жертву Артемиде. Согласно мифу богиня пожалела несчастную и перенесла её в Тавриду, где сделала её главной жрицей в своем храме.
На скале находится исар Кастропуло — развалины замка XIII—XIV века.